# Sympycnus fernandezensis
Sympycnus fernandezensis är en tvåvingeart som beskrevs av Harmston 1955. Sympycnus fernandezensis ingår i släktet Sympycnus och familjen styltflugor. Inga underarter finns listade i Catalogue of Life.